# Seticyphella
Seticyphella is een geslacht van schimmels behorend tot de familie Cyphellaceae. De typesoort is Seticyphella tenuispora.

## Soorten
Volgens Index Fungorum telt het geslacht drie  soorten (peildatum september 2023):
| Soortnaam                    | Auteur(s)                   | Publicatiejaar |
| ---------------------------- | --------------------------- | -------------- |
| Seticyphella congregatissima | (Rick) Trierv.-Per. & Thorn | 2019           |
| Seticyphella punctoidea      | (Henn.) Agerer              | 1983           |
| Seticyphella tenuispora      | Agerer                      | 1983           |